# McDonald Ice Rumples
Die McDonald Ice Rumples (englisch) sind ein 24 km² großes Gebiet (6 km lang, 4 km breit) von Eishöckern auf der Oberfläche des Brunt-Schelfeises vor der Caird-Küste des ostantarktischen Coatslands. 1957 ergaben Messungen eine maximale Höhe von 18 m über dem Niveau des Schelfeises wenige hundert Meter von dessen Front entfernt.
Wissenschaftler der britischen Royal Society Expedition (1955–1959) waren sie bekannt, da sich ihr Basislager in unmittelbarer Umgebung befand. Bereits der britische Polarforscher Ernest Shackleton hatte dieses Gebiet im Januar 1915 als Allan-McDonald-Gletscher benannt. Das UK Antarctic Place-Names Committee passte diese Benennung 1960 an die eigentliche Natur des Objekts an. Namensgeber ist Allan McDonald von der British Association of Magallanes im chilenischen Punta Arenas, der im Juli 1916 Geld für die Ausrüstung des Schiffs Emma zur dabei erfolglosen Rettung der auf Elephant Island gestrandeten Teilnehmer von Shackletons Endurance-Expedition (1914–1917) zur Verfügung gestellt hatte.